# 보노 (프로게이머)
보노(본명: 김기범, 1995년 2월 27일 ~ )은 대한민국의 리그 오브 레전드 프로게이머로 아이디는 bonO이다. 포지션은 정글이다.

## 선수 생활
2017년 KeG 강원 소속으로 대통령배 아마추어 e스포츠 대회에서 우승을 차지했다.
2017년 9월 5일, BBQ 올리버스 소속으로 리그 오브 레전드 챔피언스 코리아 스프링 2018 승강전에서 출전하면서 프로 데뷔전을 치렀다.
2019시즌을 앞두고 한화생명 e스포츠에 입단했다. 스프링 시즌에는 준수한 모습을 보여주었다. 서머 시즌에는 퍼블 관여율 1위, 15분 이전 킬 관여율 1위의 수치를 보여주면서 팀의 에이스로 도약했다.
2020시즌을 앞두고 KT 롤스터에 입단했다. 2020 스프링 시즌에서는 초반 좋지 않은 모습을 보여주었으나 이후 폼을 회복했고 팀의 7연승과 포스트시즌 진출에 공헌했다. 시즌 종료 이후 올프로 서드팀에 선정되었다. 하지만 서머 시즌에서는 무너져 내리며 좋지 않은 모습을 보여주었다.
2021 서머 시즌을 앞두고 터키의 NASR e스포츠에 입단했다. 2021시즌 종료 후 팀에서 퇴단했다.

## 소속팀
| # | 팀명             | 소속 기간             | 소속 리그 | 비고 |
| - | ---------------- | --------------------- | --------- | ---- |
| 1 | BBQ 올리버스     | 2017.09.05~2018.11.13 | LCK       |      |
| 2 | 한화생명 e스포츠 | 2018.11.13~2019.10.16 | LCK       |      |
| 3 | KT 롤스터        | 2019.12.06~2020.11.16 | LCK       |      |
| 4 | NASR e스포츠     | 2021.05.27~2021.11.15 | TCL       |      |

## 수상 내역
- 2017년 대통령배 전국 아마추어 e스포츠 대회 우승
- 우리은행 리그 오브 레전드 챔피언스 코리아 스프링 2020 ALL-LCK 3번째팀